# Zimmermann-Graeff & Müller
Die Zimmermann-Graeff & Müller GmbH (kurz ZGM) ist eine rheinland-pfälzische Weinkellerei. Die Weine werden in über 35 Ländern im Lebensmittelhandel abgesetzt, der Exportanteil beträgt ca. 50 %. Beliefert wird die Weinkellerei mit Trauben von ca. 1.000 Winzern aus Rheinland-Pfalz. ZGM erzielt einen Jahresumsatz von 168 Millionen Euro (2015), es werden ca. 285 Mitarbeiter, darunter 26 Auszubildende, beschäftigt. Firmensitz ist Zell an der Mittelmosel.

## Geschichte
Gegründet wurde das Unternehmen im Jahr 1886 von Jacob Zimmermann, dem Ururgroßvater der heutigen geschäftsführenden Gesellschafter Tina Schiemann und Dominik Hübinger. 1992 wurde die Weinkellerei Ewald Theod. Drathen aus Alf übernommen. 1998 fusionierte Zimmermann-Graeff mit dem Unternehmen Rudolf Müller aus Reil und gründete die Unternehmensgruppe Zimmermann-Graeff & Müller (ZGM). Im gleichen Jahr wurde die Firma Michel Schneider, ein 1869 gegründetes Weingut, übernommen. 2008 kauft ZGM die Moselkellerei Weinbund und übernimmt ein Jahr später die Weinkellerei Lorch aus Bad Bergzabern (Pfalz) mit der angeschlossenen Kelterstation. Neben der Übernahme von Lorch ist ZGM im gleichen Zuge eine Kooperation mit der Winzergemeinschaft St. Paul eingegangen, welche bereits lange Trauben an Lorch geliefert hat. 2010 wird mit dem Bau des neuen Verwaltungsgebäudes in Zell-Barl begonnen, welches zum 125-jährigen Firmenjubiläum im Jahre 2011 bezogen werden kann.
Seit Juni 2011 ist der ehemalige geschäftsführende Gesellschafter von ZGM, Johannes Hübinger, neuer Vorsitzender des Bundesverbandes der Deutschen Weinkellereien und des Weinfachhandels (VdWK). Zu Beginn des Jahres 2013 zog sich Johannes Hübinger aus der aktiven Geschäftsführung zurück und übernahm den Vorsitz des neu gegründeten Unternehmensbeirates. Die Aufgaben wurden Tina Schiemann, Dominik Hübinger und dem langjährigen Geschäftsführer Hans-Josef Esch übertragen. 2016 stieß Schwiegersohn Kristian Schiemann zur Geschäftsführung hinzu. Im März 2023 gab das Bundeskartellamt in einem Fusionskontrollverfahren den zur Prüfung angemeldeten möglichen Erwerb sämtlicher Anteile an ZGM durch die französische Kellereigruppe Grands Chais de France (GCF) frei. GCF ist der größte Weinerzeuger Europas.

## Weine
Neben Weinen aus den traditionellen Weinbaugebieten Europas wie Deutschland, Italien und Spanien vermarktet ZGM ebenfalls Weine aus den Anbaugebieten der so genannten „Neuen Welt“. So zum Beispiel Weine aus Australien, Chile, Südafrika und Kalifornien.
Am deutschen Markt ist ZGM unter anderem mit den Pfälzer Weinen von Michel Schneider und Lorch, mit Moselweinen unter der Marke Peter & Peter vertreten.

## Weitere Produkte
Neben dem traditionellen Weingeschäft füllt ZGM seit geraumer Zeit auch so genannte aromatisierte weinhaltige Getränke, wie beispielsweise Glühwein oder ready-to-drink-Cocktails auf Weinbasis wie „Hugo“.
Seit Dezember 2013 wird das Angebot des Unternehmens durch alkoholfreie Getränke ergänzt. Hier agiert ZGM unter anderem als Lizenznehmer der Marken Hello Kitty, die Schlümpfe und Star Wars. Weitere Marken des Lizenzgebers Disney zählen seit März 2016 zum Sortiment.

## Prämierungen
ZGM-Weine wurden bereits mehrfach prämiert, zum Beispiel bei der Landesprämierung für Wein und Sekt, welche durch die zuständige Landwirtschaftskammer Rheinland-Pfalz durchgeführt wird, oder aber auch bei der DLG Bundesweinprämierung.